# Nightwing
Nightwing (in italiano: Ala Notturna), nella versione italiana noto anche come Sparviero, è il nome di diversi personaggi dei fumetti DC Comics. Nonostante tale nome abbia origine con i fumetti di Superman, Dick Grayson è il personaggio maggiormente associato al nome. Il nome "Nightwing" è frequentemente abbinato a "Flamebird", un'altra identità adottata da diversi personaggi DC.
1. Il nome è stato usato originariamente in epoca "pre-Crisis" da Superman quando insieme a Jimmy Olsen fece il vigilante durante i suoi viaggi nella città-bottiglia di Kandor.
2. Successivamente il cugino di Superman Van-Zee adottò quel nome.
3. Nell'epoca "post-Crisis", Superman attribuisce quel nome a uno storico combattente del crimine kryptoniano.
4. Tutti gli eroi legati a Superman furono un'ispirazione per Dick Grayson quando abbandonò la sua identità di Robin per adottarne una nuova, come consigliato dallo stesso Superman.
5. Nella serie Nightwing, Dick Grayson allena un killer che viene chiamato "Nite-Wing" ma successivamente deve catturarlo quando si rende conto della sua vera natura.
6. Nella maxiserie Un anno dopo appaiono nelle serie Nightwing e Supergirl i personaggi Jason Todd, Cheyenne Freemont, e Power Girl utilizzano il nome "Nightwing".
7. Il figlio adottivo di Superman e figlio naturale del generale Zod, Chris Kent, ha adottato questo nome durante la saga New Krypton, un crossover fra le varie collane dedicate a Superman.
8. Nel videogioco Injustice: Gods Among Us, avviando la storia, Nightwing è un personaggio giocabile, ma dietro la maschera non si nasconde Dick Grayson, bensì Damian Wayne, il figlio naturale di Batman da Terra Unita. A conferma, la striscia a V di colore azzurro è rossa.